# Боброво (гміна)
Гміна Боброво (пол. Gmina Bobrowo) — сільська гміна у північній Польщі. Належить до Бродницького повіту Куявсько-Поморського воєводства.
Станом на 31 грудня 2011 у гміні проживало 6251 особа.

## Площа
Згідно з даними за 2007 рік площа гміни становила 146.28 км², у тому числі:
- орні землі: 80.00%
- ліси: 8.00%

Таким чином, площа гміни становить 14.08% площі повіту.

## Населення
Станом на 31 грудня 2011:
| Опис     | Загалом | Загалом | Чоловіки | Чоловіки | Жінки | Жінки |
| -------- | ------- | ------- | -------- | -------- | ----- | ----- |
| одиниця  | осіб    | %       | осіб     | %        | осіб  | %     |
| все      | 6251    | 100     | 3192     | 51.06    | 3059  | 48.94 |
| міське   | 0       | 100     | 0        |          | 0     |       |
| сільське | 6251    | 100     | 3192     | 51.06    | 3059  | 48.94 |

## Сусідні гміни
Гміна Боброво межує з такими гмінами: Бродниця, Бродниця, Дембова-Лонка, Ґолюб-Добжинь, Яблоново-Поморське, Ксьонжкі, Вомпельськ, Збічно.